# 圣费尔
圣费尔（法語：Sainte-Feyre，法語發音：[sɛ̃t fɛʁ]）是法国克勒兹省的一个市镇，属于盖雷区。

## 地理
圣费尔（46°8'18"N, 1°54'54"E）面积29.99 平方千米，位于法国新阿基坦大区克勒兹省，该省份为法国中部省份，位于法國中央高原西北部，北起安德尔省和谢尔省，西接维埃纳省，南至科雷兹省，东临多姆山省，东北与阿列省接壤。
与圣费尔接壤的市镇（或旧市镇、城区）包括：阿然、格莱尼克、盖雷、佩拉布、拉索尼耶尔、萨韦讷、圣菲耶勒、圣洛朗。

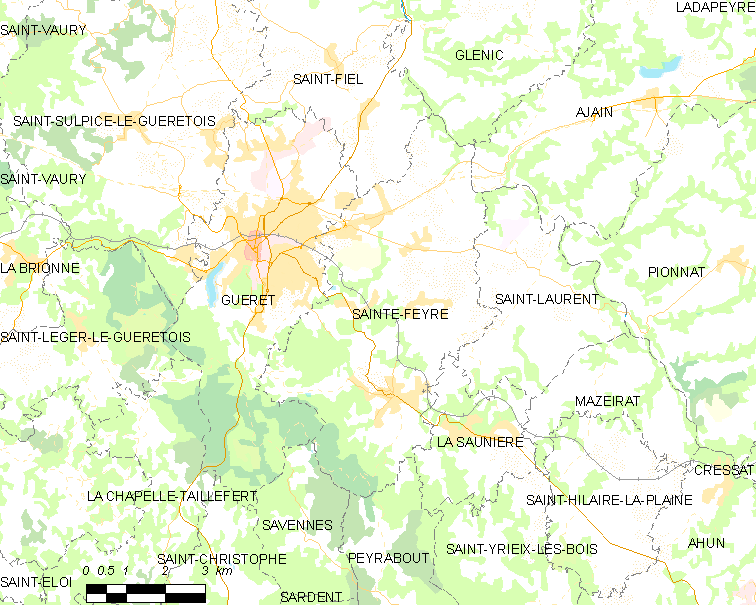
圣费尔的OSM定位图

圣费尔的时区为UTC+01:00、UTC+02:00（夏令时）。

## 行政
圣费尔的邮政编码为23000，INSEE市镇编码为23193。

## 政治
圣费尔所属的省级选区为盖雷第一县。

## 人口

1962-2008年间圣费尔人口变化图示

圣费尔于2022年1月1日时的人口数量为2531人。